# Judit Forgács
Judit Forgács (ur. 25 maja 1959 w Budapeszcie) – węgierska lekkoatletka specjalizująca się w długich biegach sprinterskich, dwukrotna uczestniczka letnich igrzysk olimpijskich (Moskwa 1980, Barcelona 1992).

## Sukcesy sportowe
- trzykrotna mistrzyni Węgier w biegu na 200 m – 1982, 1983, 1986
- ośmiokrotna mistrzyni Węgier w biegu na 400 m – 1977, 1982, 1983, 1985, 1989, 1990, 1991, 1992[1]
- dwukrotna halowa mistrzyni Węgier w biegu na 200 m – 1987, 1991
- dwukrotna halowa mistrzyni Węgier w biegu na 400 m – 1984, 1990[2]

| Rok  | Miasto       | Zawody                    | Konkurencja        | Wynik         |
| ---- | ------------ | ------------------------- | ------------------ | ------------- |
| 1980 | Moskwa       | igrzyska olimpijskie      | sztafeta 4 × 400 m | 5. miejsce    |
| 1987 | Indianapolis | halowe mistrzostwa świata | bieg na 400 m      | brązowy medal |
| 1990 | Glasgow      | halowe mistrzostwa Europy | bieg na 400 m      | brązowy medal |

## Rekordy życiowe
- bieg na 400 m – 51,88 – Ateny 07/09/1982
- bieg na 400 m (hala) – 52,29 – Budapeszt 08/02/1987 (rekord Węgier)[3]